# Municipio Nuovo (Monaco di Baviera)

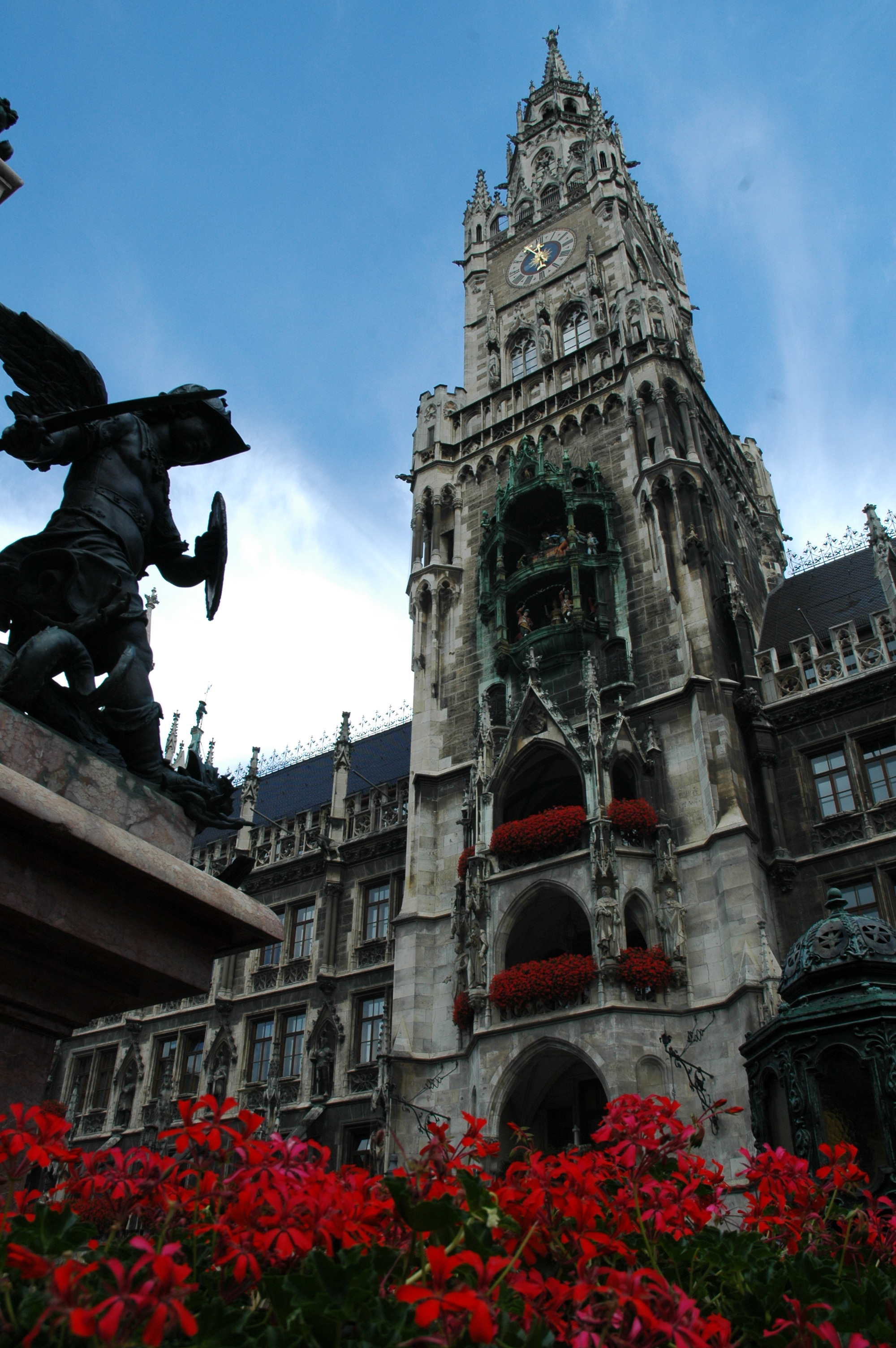
Il Neues Rathaus

Il Municipio Nuovo (in tedesco: Neues Rathaus) è il palazzo municipale di Monaco di Baviera, Germania.
Realizzato nel XIX secolo, in stile neogotico su progetto dell'architetto austro-tedesco Georg von Hauberrisser, questo edificio è situato nella Marienplatz, la principale piazza cittadina, ed è caratterizzato da una torre con orologio che contiene il Rathaus-Glockenspiel, il più grande carillon della Germania e uno dei maggiori del mondo.

## Storia e descrizione

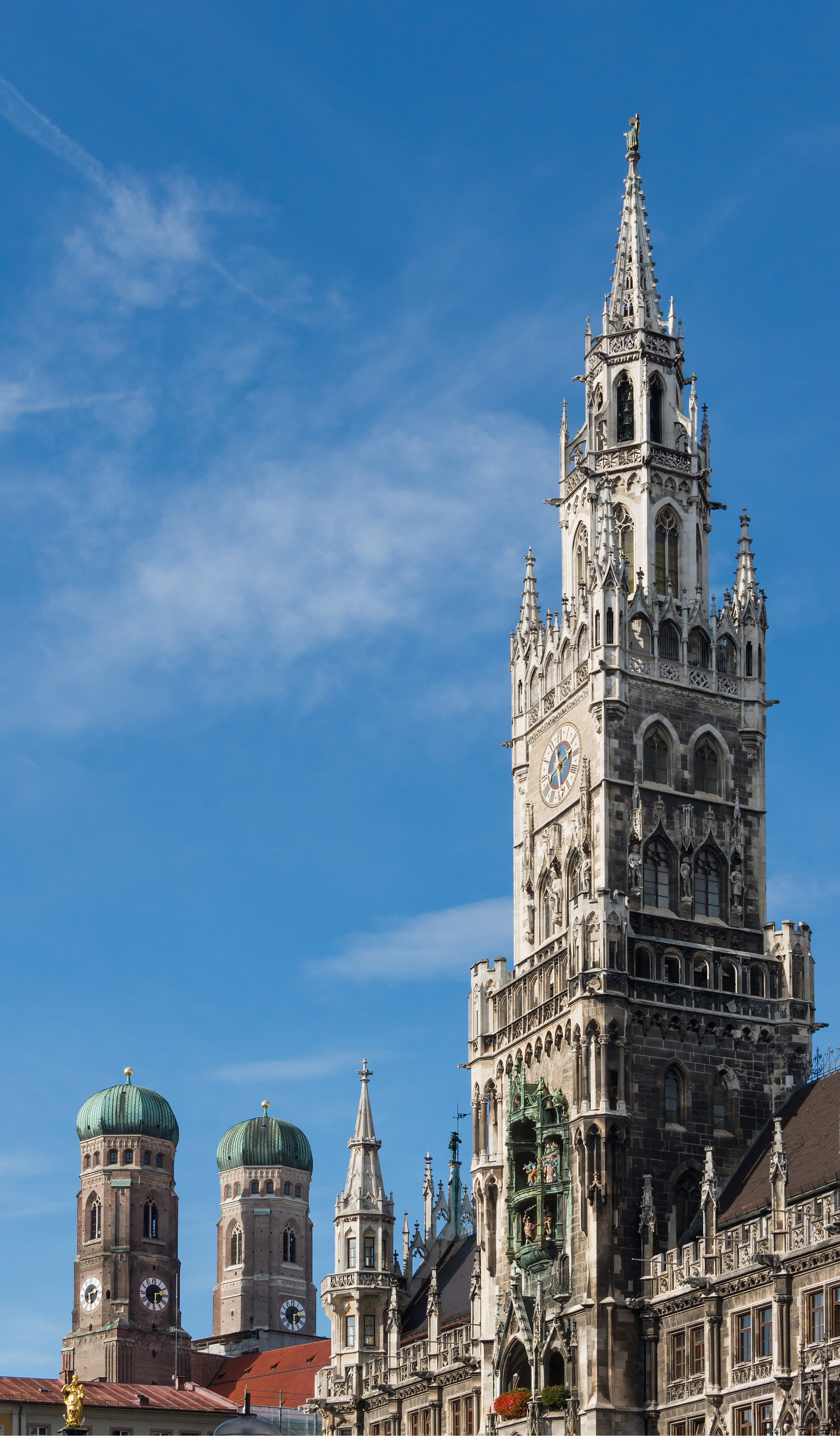
La torre dell'orologio

Nella seconda metà del XIX secolo, le autorità civili di Monaco decisero di costruire una nuova sede per il municipio. Il progetto del nuovo edificio venne affidato all'architetto Georg von Hauberrisser; il luogo scelto fu Marienplatz dove vennero abbattute ventiquattro case per fare posto alla nuova struttura. Iniziata nel 1867, la costruzione della Neues Rathaus terminò nel 1908.
L'edificio fu progettato da Hauberrisser in stile neogotico con particolare riferimento al gotico olandese. Il risultato fu un complesso monumentale, con sei cortili interni e le facciate ricche di decorazioni, con riferimenti alla storia bavarese. La torre è sormontata da una statua bronzea del Münchner Kindl (Bambinello di Monaco), simbolo della città, e contiene un orologio meccanico con carillon - il quarto al mondo per dimensioni - che, con le sue 43 campane e 32 statue, inscena giornalmente delle rappresentazioni che rivestono un importante interesse turistico.

### Il carillon (Glockenspiel)
Le statue dell'orologio rappresentano due distinte scene: una giostra in onore delle nozze del duca Guglielmo V con Renata di Lotaringia, e la Schäfflertanz (danza dei bottai), una rappresentazione che ogni anno viene messa in scena anche per le strade della città e che commemora la scampata epidemia di peste del 1515-1517. Alla fine della rappresentazione, un gallo dorato apre le ali, mentre un meccanismo a soffietto ne riproduce il canto. Questa rappresentazione viene ripetuta, ogni giorno, alle ore 11:00 e 12:00 (durante l'estate anche alle 17:00). Il meccanismo del carrillon funziona tramite rulli intercambiabili, che vengono sostituiti di mese in mese. Ad ogni cambio di un rullo corrisponde il cambio della melodia di accompagnamento.
Alle 8:58 di sera, nelle nicchie situate al settimo piano della torre, compaiono le figure di un alfiere con corno che benedice il Münchner Kindl e dell'angelo della pace che lo accompagna a letto. Questa seconda rappresentazione, chiamata Das Münchner Kindl wird zu Bett gebracht (Il Bambinello di Monaco viene portato a letto), è accompagnata da due carillon: il primo, a trombe, esegue uno spezzone dell'opera lirica I maestri cantori di Norimberga di Wagner, mentre il secondo, a campane, esegue la "Ninna nanna" di Brahms.

## Accessibilità al pubblico

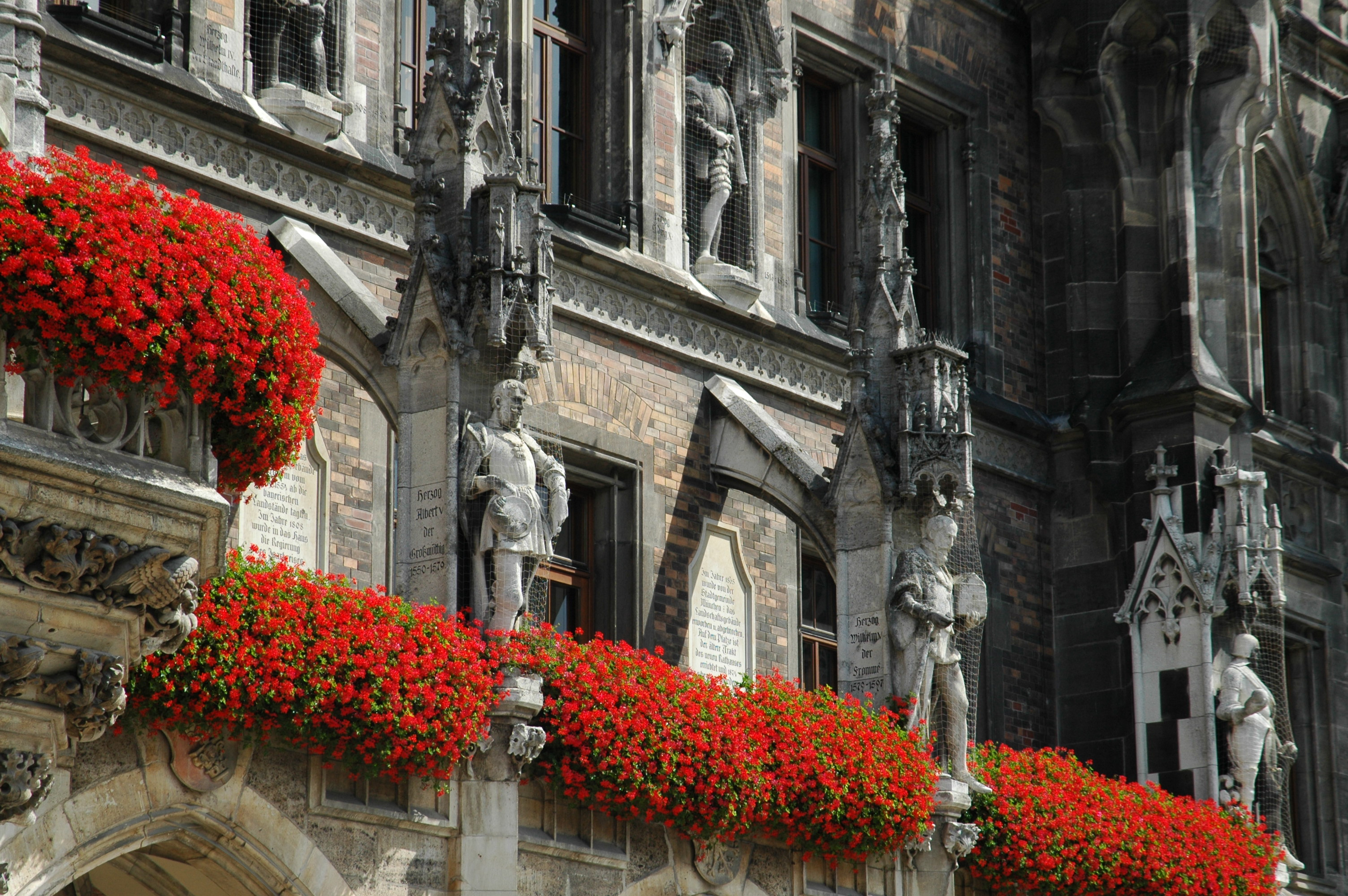
Particolare del Neues Rathaus

La torre è accessibile mediante pagamento di un biglietto ed utilizzo di un ascensore. Offre una vista panoramica sulla città.
I meccanismi non sono visitabili.